# Sybil Jason
Sybil Jason (tên khai sinh Sybil Jacobson; 23 tháng 11 năm 1927 – 23 tháng 8 năm 2011) là một nữ diễn viên phim trẻ em người Mỹ gốc Phi, vào cuối những năm 1930, được giới thiệu là đối thủ của Shirley Temple.

## Sự nghiệp
Sinh ra ở Cape Town, Nam Phi, Jason bắt đầu chơi piano từ năm hai tuổi và một năm sau đó, bắt đầu xuất hiện trước công chúng khi đóng giả Maurice Chevalier. Cô được giới thiệu tới công chúng tại nhà hát Luân Đôn bằng cách của chú mình, Harry Jacobson, một nhà lãnh đạo dàn nhạc London nổi tiếng lúc bấy giờ và cũng là nghệ sĩ piano cho Gracie Field. Đỉnh cao của sự nghiệp của cô là một buổi biểu diễn với Frances Day tại Nhà hát Cung điện của London. Công việc nhà hát của cô đã dẫn đến sự xuất hiện trên các bản ghi âm đài phát thanh và ghi âm, và một vai phụ trong bộ phim Ba ngôi sao (1935).
Irving Asher, người đứng đầu Warner Bros. ' Hãng phim ở London, đã xem màn trình diễn của Jason trong Barnacle Bill và sau đó sắp xếp để cô ấy thực hiện đóng thử cho studio. Cuộc thử nghiệm đã thành công, kết quả là Warner Bros đã ký hợp đồng với cô. Bộ phim đầu tay tại Mỹ của cô đóng vai chính trong Little Big Shot (1935), do Michael Curtiz đạo diễn và Glenda Farrell, Robert Armstrong, và Edward Everett Horton đạo diễn.
Jason tiếp tục đóng các vai hỗ trợ đối nghịch với một số ngôi sao nổi tiếng nhất của Warner Bros, bao gồm Kay Francis trong I Found Stella (1935), Al Jolson trong The Singing Kid (1936), Pat O'Brien và Humphrey Bogart trong The Great O ' Malley (1937), và một lần nữa với Kay Francis trong Comet Over Broadway (1938). Warners cũng đóng vai chính cô trong The Captain's Kid (1937) và bốn phim Vitaphone quay với 2 cuộn phim được quay ở Technolor: Change of the Guard, A Day at Santa Anita, Little Pioneer và The Littlest Diplomat.